# 아서 버가트

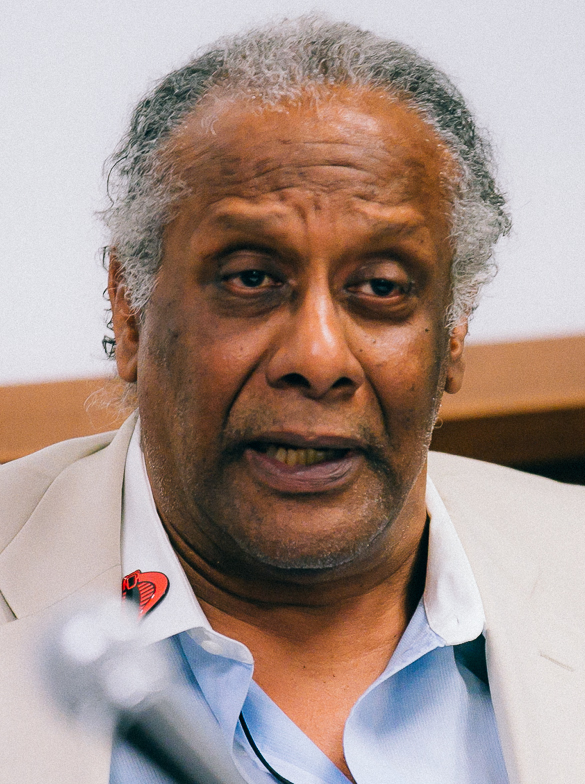

아서 버가트(Arthur Burghardt, 1945년 1월 1일 ~ )는 미국의 배우, 연극 배우, 텔레비전 배우, 성우이다.
뉴욕주에서 태어났다.

## 영화
- 데니얼 (1998년)
- 스타 키드 (1997년)
- 왕자와 거지 (1990년)
- 지.아이.조: 더 무비 (1987년)
- 트랜스포머 더 무비 (1986년) - 데바스테이터 목소리 역
- 지.아이. 조 - 1985년 시리즈 (1985년)
- 트랜스포머 - 시리즈 (1984년)
- 탐정수첩 (1983년)
- 낫츠 랜딩 (1979년)
- 네트워크 (1976년) - 아메다 칸 역
- 원 라이프 투 리브 (1968년)